# Isländischer Fußballpokal der Männer 1972
Der isländische Fußballpokal 1972 war die 13. Austragung des isländischen Pokalwettbewerbs der Männer. Pokalsieger wurde ÍBV Vestmannaeyja. Das Team setzte sich im Finale am 12. November 1972 im Melavöllur von Reykjavík gegen FH Hafnarfjörður durch. Titelverteidiger Víkingur Reykjavík war im Viertelfinale gegen den späteren Sieger ausgeschieden.

## Modus
Die Begegnungen wurden in einem Spiel ausgetragen. Bei unentschiedenem Ausgang wurde das Spiel auf des Gegners Platz wiederholt.

## Qualifikation
| Datum      |                    | Ergebnis |                     |
| ---------- | ------------------ | -------- | ------------------- |
| 19.06.1972 | Austri Eskifjörður | 4:0      | Spyrnir Egilsstaðir |
| 16.07.1972 | UMF Tindastóll     | 1:6      | Völsungur Húsavík   |

## 1. Runde
| Datum      |                      | Ergebnis |                         |
| ---------- | -------------------- | -------- | ----------------------- |
| 19.06.1972 | Huginn Seyðisfjörður | 2:3      | Leiknir Fáskrúðsfjörður |
| 20.06.1972 | Víðir Garði          | 0:3      | Reynir Sandgerði        |
| 20.06.1972 | UMF Selfoss          | 2:0      | Fylkir Reykjavík        |
| 21.06.1972 | UMF Njarðvík         | 5:0      | UMF Grindavík           |
| 15.07.1972 | UMF Skallagrímur     | kampflos | UMF Bolungarvík         |
| 16.07.1972 | þróttur Norðfjörður  | 3:0      | Austri Eskifjörður      |
| 18.07.1972 | KS Siglufjarðar      | 5:1      | Leiftur Ólafsfjörður    |
| 19.07.1972 | ÍBA Akureyri         | 4:2      | Völsungur Húsavík       |

## 2. Runde
Teilnehmer: Die acht Sieger der 1. Runde und sieben weitere Mannschaften.
| Datum      |                      | Ergebnis |                         |
| ---------- | -------------------- | -------- | ----------------------- |
| 20.06.1972 | Ármann Reykjavík     | 4:2      | Hrönn Reykjavík         |
| 12.07.1972 | UMF Stjarnan         | 1:2      | FH Hafnarfjörður        |
| 18.07.1972 | UMF Njarðvík         | 4:0      | Reynir Sandgerði        |
| 19.07.1972 | ÍB Ísafjörður        | 2:0      | UMF Skallagrímur        |
| 21.07.1972 | þróttur Reykjavík    | 2:1      | UMF Selfoss             |
| 16.08.1972 | ÍBA Akureyri         | 6:0      | KS Siglufjarðar         |
| 23.08.1972 | þróttur Norðfjörður  | 4:3      | Leiknir Fáskrúðsfjörður |
|            | Haukar Hafnarfjörður | Freilos  |                         |

## 3. Runde
Teilnehmer: Die acht Sieger der 2. Runde und die acht Teams der 1. deild 1972.
| Datum      |                      | Ergebnis |                      |
| ---------- | -------------------- | -------- | -------------------- |
| 26.08.1972 | ÍB Ísafjörður        | 2:3      | FH Hafnarfjörður     |
| 02.09.1972 | þróttur Norðfjörður  | 0:2      | ÍB Keflavík          |
| 05.09.1972 | Víkingur Reykjavík   | 5:1      | UMF Njarðvík         |
| 17.09.1972 | KR Reykjavík         | 2:1      | Fram Reykjavík       |
| 21.09.1972 | Breiðablik Kópavogur | 0:1      | Haukar Hafnarfjörður |
| 30.09.1972 | ÍBA Akureyri         | 0:3      | ÍBV Vestmannaeyja    |
| 30.09.1972 | þróttur Reykjavík    | 1:3      | ÍA Akranes           |
| 04.10.1972 | Ármann Reykjavík     | 0:1      | Valur Reykjavík      |

## Viertelfinale
| Datum      |                   | Ergebnis |                      |
| ---------- | ----------------- | -------- | -------------------- |
| 07.10.1972 | ÍBV Vestmannaeyja | 4:1      | Víkingur Reykjavík   |
| 07.10.1972 | FH Hafnarfjörður  | 3:2      | Haukar Hafnarfjörður |
| 07.10.1972 | KR Reykjavík      | 2:4      | ÍB Keflavík          |
| 08.10.1972 | Valur Reykjavík   | 2:1      | ÍA Akranes           |

## Halbfinale
| Datum      |                   | Ergebnis |                  |
| ---------- | ----------------- | -------- | ---------------- |
| 14.10.1972 | ÍB Keflavík       | 0:0      | FH Hafnarfjörður |
| 28.10.1972 | ÍBV Vestmannaeyja | 4:0      | Valur Reykjavík  |

### Wiederholungsspiel
| Datum      |                  | Ergebnis |             |
| ---------- | ---------------- | -------- | ----------- |
| 28.10.1972 | FH Hafnarfjörður | 2:0      | ÍB Keflavík |

## Finale
| Paarung  | ÍBV Vestmannaeyja – FH Hafnarfjörður          |
| Ergebnis | 2:0                                           |
| Datum    | 12. November 1972                             |
| Stadion  | Melavöllur, Reykjavík                         |
| Tore     | 1:0 Haraldur Juliusson 2:0 Haraldur Juliusson |